# Magyar Nemzeti Tanács

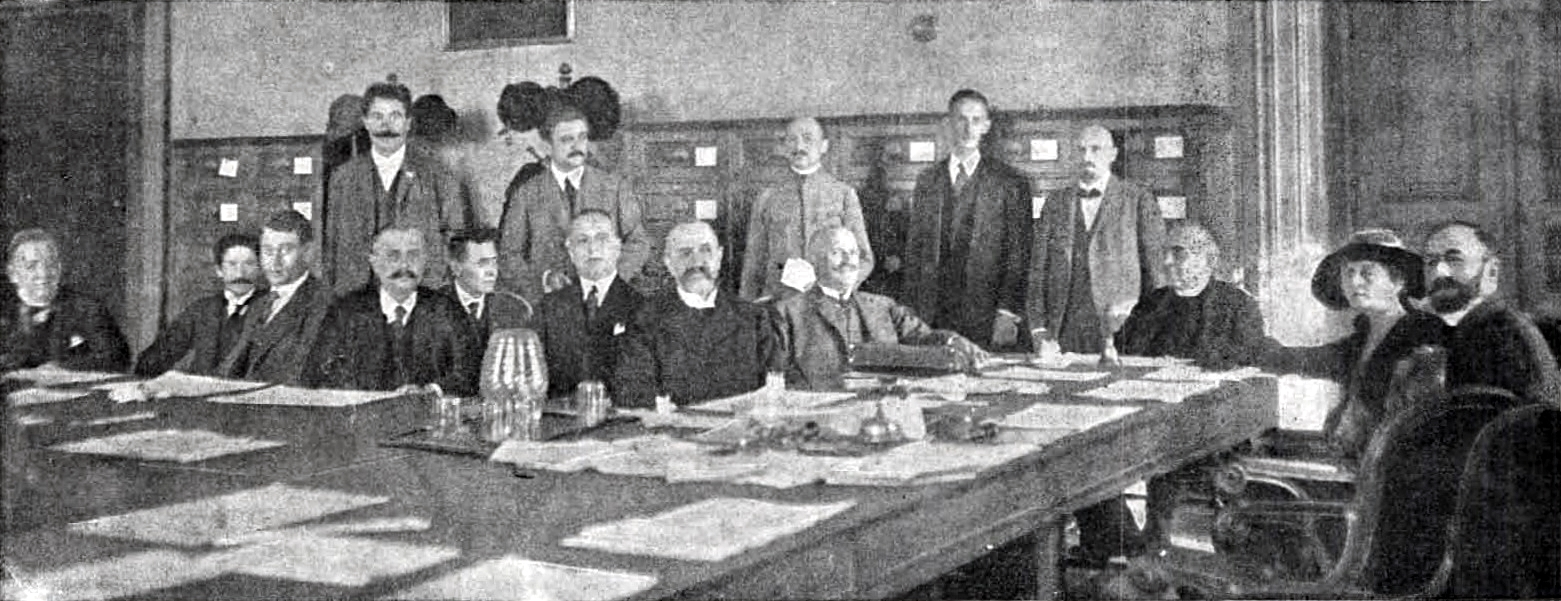
A kibővített Magyar Nemzeti Tanács egyes tagjai 1918. november elején az Országházban

A Magyar Nemzeti Tanácsot az első világháború végén a wilsoni elvekben bízó háborúellenes pártok hozták létre, hasonlóan az Osztrák–Magyar Monarchia más államaiban megalakult nemzeti tanácsokhoz. Az őszirózsás forradalom győzelme (1918. november 1.) után az új állam törvényhozó szerve lett, és ekként működött egészen 1919. március 21-éig, a proletárdiktatúra bevezetéséig.

## Megalakulása és céljai
A Magyar Nemzeti Tanácsot 1918. október 24-én alakította meg a Károlyi vezette Függetlenségi és Negyvennyolcas Párt, a Jászi Oszkár vezette Polgári Radikális Párt, és a Garami Ernő és Kunfi Zsigmond által irányított Magyarországi Szociáldemokrata Párt.
A testület megalakításáról egy Jászi által fogalmazott és Kunfi által ellenőrzött kiáltványban tájékoztatták az ország lakosságát. A szöveget két nap múlva, október 26-án – semmibe véve a cenzúrát – az újságok leközölték. A követeléseket és célokat 12 pontban foglalták össze: a kormány eltávolítása; a képviselőház feloszlatása; általános, egyenlő, és titkos választójog; nagyszabású birtok- és szociálpolitikai reformok; önrendelkezési jog; „egyenrangú népek testvéri szövetsége”; a területi integritás fenntartása, de nem erőszakkal; Magyarország teljes függetlensége; a magyarországi katonai egységek hazahívása a frontokról; a német szövetség felbontása, a breszti és bukaresti békék érvénytelenítése, a háború azonnali befejezése; demokratikus politikusok kiküldése a béketárgyalásokra; ha lehet gazdasági és politikai szövetség kialakítása az ukrán, lengyel, cseh, délszláv, osztrák, német nemzeti államokkal; általános amnesztia a politikai elítélteknek; egyesülési, gyülekezési szabadság, a cenzúra eltörlése.

## Szerepe az őszirózsás forradalomban
Megalakulása után október 29-én a Magyar Nemzeti Tanács szakosztályokat hozott létre és intézőbizottságot alakított, melynek tagjai: Károlyi Mihály, Batthyány Tivadar, Bíró Lajos, Böhm Vilmos, Garami Ernő, Garbai Sándor, Hock János, Jánossy Zoltán, Jászi Oszkár, Kunfi Zsigmond, Lovászy Márton, Pattantyús Ábrahám Dezső, Purjesz Lajos, Szende Pál, Weltner Jakab lettek, elnöke Károlyi Mihály lett.
A Nemzeti Tanács megalakulásával egyidőben megalakult a Csernyák Imre vezette Katonatanács, a Landler Jenő vezette Munkástanács és a Diáktanács is.
A Nemzeti Tanács október 27-én közel százezres nagygyűlést tartott az Országház téren.
Az október 28-i „lánchídi csata” utáni munkásmegmozdulások során egyre többen csatlakoztak a Nemzeti Tanácshoz.
Az őszirózsás forradalom (október 30-31) eseményeiben a Magyar Nemzeti Tanácsnak, és az őt támogató Katonatanácsnak irányító szerepe volt.
Miután a forradalom győzött és a "Forradalom grófja", Károlyi Mihály miniszterelnöki kinevezést kapott József főhercegtől, megalakult az új, ún. népkormány. Ekkor a Nemzeti Tanácsot átalakították és kibővítették. Elnökévé Hock János plébánost választották.
A Magyar Nemzeti Tanács tagjai: Hock János elnök, Vámbéry Rusztem, Groák Ödönné, Fernbach Károly, Székely Ferenc, Purjesz Lajos, Vanczák János, Nagyatádi Szabó István, Magyar Lajos, Rónai Zoltán, Zboray Miklós, Korányi Márton, Virányi Gida, György Károly, Kernstok Károly, Nagy György, Buza Barna voltak.
A Katonatanács tagjai: Csernyák Imre elnök, János Andor, Pusztafy Jenő, Pusztai Gazda Jenő, Hüttner Sándor, Lengyel László, Sztanykovszky Tibor, Czenner Zoltán, Hoffmann György, B. Pásztor Béla, Estefányi Jenő, Geiger József voltak.

## A népköztársaság törvényhozó szerve
November elsején a Károlyi Mihály-kormány felmentést kért és kapott József főhercegtől az egy nappal korábban, a Habsburg királynak letett eskü alól, és újból felesküdött, ezúttal a Magyar Nemzeti Tanácsra, amely az új állam törvényhozó szerve lett. IV. Károly magyar király november 13-án kiadott eckartsaui nyilatkozatát követően, november 16-án a Nemzeti Tanácsot újból átszervezték, tagjainak számát 500-ra emelték (ez a szám később elérte az 1000-1200-at is), elnevezése  Nagy Nemzeti Tanács lett. Az országgyűlést helyettesítő „törvényes forradalmi szervvé”, nemzetgyűléssé nyilvánították. Ugyanezen a napon a képviselőház kimondta feloszlását, a főrendiház pedig, tudomásul véve az új helyzetet, „tanácskozásait berekesztette”. A Nagy Nemzeti Tanács ezt követően az Országház kupolatermében határozatban mondta ki a népköztársaság megalakulását (1918. évi I. sz. néphatározat).
A Nagy Nemzeti Tanács 1919. március 21-éig működött, amikor a szociáldemokraták Károlyi tudta nélkül megegyeztek a kommunista párttal, és bevezették a proletárdiktatúrát. Az állam megnevezése ekkortól Magyar Tanácsköztársaság, ideiglenes kormánya és egyben törvényhozó, sőt, alkotmányozó szerve  a Forradalmi Kormányzótanács lett, élén Kun Béla külügyi népbiztos állt.